# Patent Prosecution Highway
Der Patent Prosecution Highway (PPH) ist eine Übereinkunft zwischen Patentämtern zur wechselseitigen Beschleunigung von Patentanmeldeverfahren.
Sobald die eingereichten Patentansprüche von einem Erstrechercheamt als erteilbar eingestuft worden sind, kann der Anmelder das PPH-Programm bei den Partnerämtern in Anspruch nehmen. Diese bearbeiten dann die Anmeldung beschleunigt, ohne jedoch an das frühere Prüfungsergebnis gebunden zu sein. Dadurch soll die Qualität der Prüfung gesteigert werden und gleichzeitig das Verfahren effizienter sein.
Das offizielle PPH-Portal mit einer Übersicht der Länder bzw. Organisationen, zwischen denen eine PPH-Übereinkunft besteht, wird vom Japanischen Patentamt bereitgestellt.
Die Weltorganisation für geistiges Eigentum (WIPO) hat am 29. Januar 2010 ein PPH-Pilotprogramm im Rahmen des PCT gestartet. Der PPH Antrag wird dabei auf einen schriftlichen Bescheid bzw. einen vorläufigen Prüfungsbericht der PCT-Behörde gestützt.
Das Global Patent Prosecution Highway Pilotprogramm (GPPH) startete am 6. Januar 2014 und soll durch vereinheitlichte Richtlinien die Anwendung vereinfachen.